# Люксо-молодший
«Люксо–молодший» (англ. Luxo Jr.) — американський комп'ютерний короткометражний 3-D анімаційний фільм 1986 року. Стрічку створив режисер, художник та аніматор Джон Лассетер на студії "Піксар". У цьому коротенькому фільмі тривалістю всього дві хвилини розповідається про дві настільні лампи: велику і малу. Велика лампа протягом всього часу спостерігає за меншою (“молодшою”) яка радісно грається з м'ячем, не зважаючи на “старшу”. Він є першим фільмом, який створила студія "Піксар" після утворення компанії у 1986 р. Зображення лампи “Люксо”, є офіційним логотипом студії "Піксар".

## Ідея
Фільм "Люксо–молодший" Джон Лассетер створював для показу на престижній щорічній виставці комп'ютерних технологій: «SIGGRAPH», яку відвідували тисячі спеціалістів у цій галузі. Він став експериментом з анімацією повсякденних речей, у цьому разі — звичайної настільної лампи Luxo. Лассетер прагнув розповісти за дві хвилини повноцінну історію.
Із точки зору анімації, короткометражка демонструвала можливості «Піксар»-івського обладнання: гру світла й тіні, утворених від світла двох ламп, візуалізацію (рандеринг) зображень. Для анімації емоцій ламп, Джон Лассетер користувався принципами, за якими створювалися класичні фільми студії «Дісней» (такі, як «Білосніжка»). Для створення цього фільму Ед Кетмелл і Джон Лассетер працювали цілодобово, Джон навіть узяв спальний мішок для того, щоб узагалі не йти додому й починати працювати від самого ранку.
Їх зусилля високо оцінили на виставці «SIGGRAPH» ще до того, як фільм закінчився: присутні почали стоячи аплодувати. «Люксо-молодший» вважають проривом у анімації і створенні комп'ютерного середовища в цілому — змінивши погляд скептиків від традиційної анімації стосовно комп'ютера. Фільм номіновано на «Оскар» за найкращий анімаційний короткометражний фільм, ставши першим 3-D фільмом, номінованим на премію «Американської кіноакадемії».

## Сцена
Дві настільні лампи Luxo: велика й мала (на ідею авторів надихнула лампа «Luxo L1», що стояла на столі у Джона Лассетера, звідси й назва). Люксо-молодший (маленька) і велика лампа, граються невеличким гумовим м'ячем; «молодший» переслідує м'яч і намагається на ньому балансувати, а Люксо-старший реагує на ці витівки. М'яч, урешті-решт, здувається через те, що «молодший» стрибав на ньому. «Старша» лампа журить Люксо за це, проте Люксо-молодший знаходить ще більший м'яч, для «старшої» — і це дивовижно.

## Тло
Історія бере початок з 80-х років XX ст. від Графічної групи «Lucasfilm», що спеціалізувалася на створенні спецефектів. 1984 року ця група створила короткометражний анімаційний фільм «Пригоди Андре і бджілки Воллі», прем'єра якого відбулася на щорічній конференції «SIGGRAPH» із великою помпою. Групу, яка налічувала 40 осіб, було виділено як окрему корпорацію в лютому 1986 року. Ця група отримала інвестиції від Стіва Джобса, хто перед тим пішов із «Apple Computer». Нову незалежну компанію «Піксар» очолює доктор Едвін Кетмелл (президент) і доктор Елві Рей Сміт (виконавчий віце-президент); головою ж Ради директорів стає Стів Джобс.
«Піксар» стає високотехнологічною комп'ютерною компанією; причому невеликий відділ з комп'ютерної графіки, до якого входили Лассетер i кілька його помічників, узагалі не призначався для забезпечення прибутків (цим переймався Джобс). Існування цього відділу було виправдано тим, що створення анімаційних 3-D роликів для показу їх на таких виставках, як "SIGGRAPH", сприятиме продажу обладнання, яке виробляв "Піксар". Кетмелл вирішив створити невеликий анімаційний фільм для показу на виставці "SIGGRAPH" у серпні 1986 р., який би став презентацією нової компанії: зокрема, можливостей графічного комп'ютера "Pixar Image Computer" (РІС).
Ще до того, як "Люксо-молодший" було створено, інші дві короткометражки компанії "Піксар" перебували у виробництві. Так, Біл Ривз (Bill Reeves) створив на основі алгоритму відтворення руху океанських хвиль коротенький ролик "Прапори і хвилі", в якому при сонці, що заходить, прапори розвивались і віддзеркалювалися у хвилях океану, які пестять берег. Ебен Остбі (Eben Ostby), колишній архітектор, хто почав займатися комп'ютерною графікою, створив історію "Шезлонг", у якій стілець підходив по піску до води й нервово занурював передні ноги у воду достатньо далеко, щоб перевірити температуру, а потім ішов далі. Ривз і Остбі також допомагали Джону Лассетеру у створенні моделей та візуалізації для "Люксо-молодшого".

## Виробництво
Ще під час свого навчання у Каліфорнійському інституті мистецтв (CalArts), у своїх студентських роботах Лассетер застосовує принципи компанії «Дісней» для передачі емоцій неживим предметам, надаючи їм певної комічності. У «Люксо-молодшому» відображається подальше розуміння цього; крім того, неживі предмети стають об'єктом для реалізації їх драматичного потенціалу, оживлення, перенесення на них людських емоцій. Фільм з'являється як результат експериментів Лассетера з його настінною лампою. Джона надихнув син одного із співробітника «Піксар» Тома Портера (Tom Porter), якого Портер привів на свою роботу. Лассетер, граючи з дитиною, захопився його пропорціями. Голова дитини була більшою в порівнянні з іншими частинами тіла, на що Лассетер звернув увагу. Його вразило це, Джон поставив собі питання: як має виглядати маленька жвава лампа? Лассетер почав гратися із розмірами настільної лампи, змінив усі пропорції, окрім самої лампи — оскільки її ми можемо купити в магазині, тому вона й не росте — так він міркував. Врешті, «Люксо-молодший» вийшов з іншим, жвавим характером.
Із самого початку Лассетер розглядав фільм як експериментальний, безсюжетний, для дослідження емоцій. Коли він показав кілька ранніх тестів на фестивалі анімаційних фільмів у Брюсселі, відомий бельгійський аніматор Рауль Серве (Raoul Servais) зробив зауваження: «Незалежно від того, яким коротким є фільм, він повинен мати: початок, середину і кінець. Не забудьте історію». Джон заперечив: фільм буде закороткий; на що Серве відповів: «Ви можете розповісти історію і за десять секунд». Це зауваження переконало Лассетера. Отож, він розробив просту сюжетну лінію, в якій дві лампи грають із м'ячем; потім Люксо-молодший застрибує зверху на м'яч і стрибає на ньому, доки той не здувається. Далі камера показує жаль, який демонструє батько лампи; нарешті, Люксо-молодший з'являється із більшим м'ячем і жваво продовжує гру. Серед фільмів, які було показано на «SIGGRAPH» у 1985 році, Лассетера особливо вразила анімація персонажа на ім'я Tony de Peltrie, яку створила група з Університету Монреаля. Вона показала яскраво виражені риси людського характеру старіючого піаніста під час його виступу, коли той розмірковує про свої найкращі дні. Саме ці емоції, передані у фільмі, надихнули на створення «Люксо–молодшого» Джоном Лассетером.
Окрім самої історії, Кетмелл і Сміт розраховували на створення реклами для технологій компанії «Піксар»: так вони продемонстрували ефект «самозатінення» (self-shadowing) для рендеринга, тобто здатність об'єкту відкидати світло і тінь на себе. Із технічної точки зору, фільм демонстрував використання карт тіней, що імітувало переміщення світла і тіні у вигляді анімації руху ламп. Для анімації світла і кольору всіх об'єктів та поверхонь використовуються розрахунки шейдерів RenderMan, а не текстури поверхні . Рухи ламп чітко скоординовані із рухами шнурів живлення.
Працюючи в жорстких часових і фінансових умовах, Лассетер зменшив уплив на картину другорядних елементів. Так, фон став простим чорним, камера залишалася статичною. Бажанням Лассетера було зобразити емоції, засновані на класичних принципах анімації. Незважаючи на те, що персонажами картини стають прості предмети інтер'єру, Джон Лассетер надає їм таких нюансів для передачі емоцій, як: швидкість стрибків дитини; як вона рухає головою, щоб передати емоційний момент — коли дитина відчуває радість чи смуток. У будь-який момент, між батьком і дитиною існує певний настрій. Із кінематографічного погляду, фільм демонструє просту і захоплюючу історію; при цьому використовують ефективно виразні символи.

## Прем'єра

Люксо з'являється у кожному фільмі компанії Піксар

«Люксо–молодший»,так само як і «Прапори і хвилі», і «Шезлонг» було представлено на «SIGGRAPH» у Далласі. Цей фільм одразу став проривом, ще до закінчення 2-хвилинного фільму аудиторія піднялася в оплесках — хоча жоден кадр, жодну візуалізацію цього фільму не була створена на «Pixar Image Computer» (РІС), для реклами якого власне і створювався фільм. Проте аудиторію вразило набагато реалістичніше комп'ютерне зображення, ніж у попередньому фільмі студії — «Пригоди Андре і бджілки Воллі». Навіть більшого значення, ніж фотореалізм зображення, став емоційний реалізм картини. Це був, мабуть, перший комп'ютерний анімаційний фільм, який дозволив глядачам забути, що вони спостерігали комп'ютерну анімацію.
Після цього Лассетер зустрів Джима Блінна (Jim Blinn), давнього свого приятеля. У нього Джон очікував отримати відповіді стосовно технологій, що лежали в основі фільму, про які сам Джон міг мало що сказати. Від нього Джон хотів почути і технічні зауваження. Так Блінн запитав: велика лампа була матір'ю чи батьком? Зараз уже ніхто згадати точно ніхто не може, які глибинні ідеї було закладено у мультик (у інтерв'ю Джон Лассетер говорить про велику лампу як про батька), однак Лассетеру вдалося застосувати принципи анімації «Дисней» у своїй картині. Тож «Люксо–молодший» став тією відправною точкою, яка перевернула всю галузь традиційної анімації.
«У той час, більшість традиційних художників боялися комп'ютера, тоді як більшість сприймала його як свого роду автоматизацію процесу творчості, що здатна поставити під загрозу всю роботу художника — вони не розуміли, що комп'ютер є просто ще одним інструментом в комплекті художника. На щастя, це ставлення різко змінилося на початку 80-х з поширенням використання персональних комп'ютерів вдома. Після прем'єри „Люксо–молодшого“ ця думка зміцніла серед професіоналів.» — Ед Кетмелл, Комп'ютерна анімація: A Whole New World, 1998.

## Спадщина
```
1986 року фільм "Люксо–молодший" було номіновано на 
"Оскар"
 як найкращий короткометражний анімаційний фільм
[
10
]
. Він став першим 3-D фільмом, номінованим на цю престижну нагороду
[
11
]
. Люксо входить в «Том 1 колекції короткометражок 
"Піксар"
». Сам 
"Люксо-молодший"
, тільки вже без шнура, є офіційним символом 
"Pixar Animation Studios"
, що з’являється у кожному фільмі компанії як до — так і після фільму (за винятком 
"Історії іграшок"
, де він з'являється лише в кінці).
```

Він вистрибує праворуч, зупиняється поруч з «І» в «Піксар», застрибує на ней й стрибає доти, доки не розчавлює її, як це було із маленьким гумовим м'ячем оригінальної історії. Потім він озирається довкола — і, урешті-решт, «дивиться» в камеру. Потім, світло згасає — і все поринає в темряву, за винятком «голови»; зрештою, через певний час, із клацанням світло зникає. Іноді «голова» зникає зі світлом, але це відбувається рідко.
Три інші варіанти анімації появи логотипу «Піксар» було створено для фільмів: «Тачки», «ВОЛЛ-І» і «Тачки-2». У «Тачках» повідомлення «Святкування 20-річчя» з'являється як фон затухання, де «голову» Люксо-молодшого використовують як нуль. «Піксар» було засновано 1986-го року; фільм «Тачки» виходить 2006-го, коли компанія відзначала свій ювілей. У рекламному ролику до «ВОЛЛ-І», лампа Люксо перегорає після того, як він розчавив «І». «ВОЛЛ-І» з'являється з правого боку й замінює лампочки на енергозберігаючі люмінесцентні лампи — і погладжує Люксо-молодшого по голові, перш ніж повернутися. Однак, він спотикається об літеру «Р» в назві «Піксар», яка падає; тому Волл-і стає на її, місце зображуючи літеру, що впала; після чого Люксо дивиться на камеру. Волл-і трохи визирає, і світло гасне. Цю сцену показано і після закінчення фільму в титрах.
Інший варіант використали у фільмі «Тачки-2», створеному 2011-го року. У повідомленні «Святкування 25 років» Люксо-молодший з'являється в тому ж положенні що й на 20-річчя, потім зникає, залишаючи напис: «Святкуємо ювілей „Піксар“».